# انجمن لینه‌ای‌های لندن
انجمن لینه‌ای‌های لندن، انجمنی است که به مطالعه و انتشار اطلاعات در زمینه تاریخ طبیعی و دانش رده بندی اختصاص یافته‌است. دارای چندین نمونه زیستی، نسخ خطی و مطبوعات مهم می‌باشد و مجله‌ها و کتاب‌های علمی در زمینه زیست شناسی گیاهی و جانوری دارد. مدال‌ها و جایزه‌های متعدد و با اعتباری را برای کسب موفقیت‌هایش دریافت نموده است. این انجمن از لحاظ تاریخی،بعنوان محصول عصر روشنگری قرن هجدهم و اولین ارائه عمومی و جسورانه تئوری تکامل دارای اهمیت است.
حامی انجمن، ملکه الیزابت دوم است. اعضای افتخاری آن را شاه فعلی ژاپن، امپراتور آکی‌هیتو، و شاه سوئد، کارل شانزدهم گوستاف که هر دو به‌شکل فعالی علاقه‌مند در تاریخ طبیعی اند، و گوینده برجسته، سر دیوید فردریک اتنبرو شامل می‌شوند.

## تاریخچه
انجمن لینه‌ای‌ها در سال ۱۷۸۸، توسط سِر جیمز ادوارد اسمیت، متخصص گیاه‌شناسی بنیانگذاری شد. وجه تسمیه نام انجمن، کارل لینه ، طبیعت گرا و پدر دانش رده بندی (تاکسونومی) است، او قاعدهٔ طبقه‌بندی را بواسطهٔ سیستم دونامی‌اش بنا نهاد. نام انجمن پیش از اجازه نامه سلطنتی در ۲۶ مارس ۱۸۰۲، با تغییراتی همراه بود که به نام انجمن لینه‌ای‌های لندن انجامید. زمانیکه در سال ۱۸۰۲ انجمن ثبت شد، ۲۲۸ عضو داشت. این انجمن قدیمی‌ترین انجمن بازماندهٔ تاریخ طبیعی جهان است. در پیشینه تاریخی خود، بدور از سیاست و فرقه گرایی بوده‌است و وجودش تنها برای پیشبرد تاریخ طبیعی است.